# Сумма технологии
«Су́мма техноло́гии» (лат. Summa Technologiae) — философско-футурологический трактат польского писателя Станислава Лема (1963; первая публикация — 1964; второе издание — 1967; впоследствии неоднократно перерабатывался). Назван с аллюзией на «Сумму теологии» (лат. Summa Theologiæ) Фомы Аквинского и «Сумму теологии» Альберта Великого. 
Тематически перекликается с научно-художественным исследованием английского писателя Артура Кларка «Черты будущего» и научно-популярной монографией советского астрофизика Иосифа Шкловского «Вселенная, жизнь, разум» (первое издание обеих работ — 1962).

## Проблематика
Основная цель книги — попытка прогностического анализа научно-технических, морально-этических и философских проблем, связанных с функционированием цивилизации в условиях свободы от технологических и материальных ограничений (по образному выражению автора, «исследование шипов ещё несуществующих роз»):

Чем же, собственно, является эта «Сумма»? Собранием эссе о судьбах цивилизации, пронизанных «все-инженерным» лейтмотивом? Кибернетическим толкованием прошлого и будущего? Изображением Космоса, каким он представляется Конструктору? Рассказом об инженерной деятельности Природы и человеческих рук? Научно-техническим прогнозом на ближайшие тысячелетия? Собранием гипотез, чересчур смелых, чтобы претендовать на подлинную научную строгость? — Всем понемногу. Насколько же можно, насколько допустимо доверять этой книге? — У меня нет ответа на этот вопрос. Я не знаю, какие из моих догадок и предположений более правдоподобны. Среди них нет неуязвимых, и бег времени перечеркнёт многие из них. А может быть, и все, — но не ошибается только тот, кто благоразумно молчит.
Несмотря на значительный срок, прошедший со времени написания работы, а также ряд неточностей, допущенных Лемом в рассуждениях, относящихся к математике, биологии, социологии и некоторым другим областям знания, «Сумма технологии» в целом не только не устарела, но, напротив, приобрела особенную актуальность в интеллектуальном контексте конца XX — начала XXI века. Многие из затронутых Лемом вопросов, в 1960-е годы составлявших исключительную прерогативу научной фантастики — виртуальная реальность, нанотехнологии, искусственный интеллект, технологическая сингулярность, — через 30—40 лет после первой публикации «Суммы» перешли в разряд активно разрабатываемых научных проблем.

## Содержание
Основное содержание книги разбито на восемь глав:
1. Дилеммы — введение в проблематику «предсказаний будущего». Здесь Лем определяет технологии как «способы достижения целей», которые заключаются в преобразовании природы. Он отмечает случайность и обоюдоострость технологий, которые в пределе являются выражением стремления к господству.
2. Две эволюции — техноэволюция и биоэволюция. Лем отмечает параллелизм обеих эволюций. Представители новых эволюционных ветвей обычно примитивны и миниатюрны, тогда как гигантизм характеризует вымирающие эволюционные ветви (бронтозавры, цепеллины). В отличие от техноэволюции, движимой техническим воображением конструктора, биоэволюция слепа и подчинена необходимости приспособления. Тем не менее, техническое воображение утилитарно и подчинено зачастую элементарным потребностям: одеть, накормить, обогреть и защитить. Рассматривая этические аспекты техноэволюции, Лем замечает, что она нередко несёт зло, так как провоцирует несправедливое распределение благ и девальвирует культуру.
3. Космические цивилизации — технологические цивилизации и разумная жизнь в космосе и на Земле. Лем отмечает, что вероятность существования жизни во Вселенной достаточно высока, однако эмпирически прослушивание радиосигналов из космоса убеждает нас в отсутствии внеземных цивилизаций. На этом основании Лем признаёт возможную недолговечность космических цивилизаций (гипотеза «самоликвидации психозоя» со ссылкой на Себастьяна фон Хорнера), хотя и надеется на то, что прогресс нелинеен и не всегда должен воплощаться в астроинженерных сооружениях типа сферы Дайсона. Разум по мнению Лема — всего лишь «гомеостатический регулятор».
4. Интеллектроника — информационные технологии, религиозно-метафизическая информация, искусственный разум, значение «значения». Лем называет науку каналом, соединяющим цивилизацию и природу, однако пропускная способность этого канала не безгранична («информационный барьер»). Преодолеть эту ситуацию призвана кибернетика. Аллегория кибернетики — средневековый миф о гомункулусе: существе с искусственным мозгом.
5. Пролегомены к всемогуществу — конструирование Всего: возможность и осуществимость (имитология и фантоматика).
6. Фантомология — виртуальная реальность, виртуализированная цивилизация, виртуализированное общество; цереброматика, телетаксия, фантоматика и фантопликация, «размножение» личности.
7. Сотворение миров — развитие науки и прирост знания; «выращивание информации»: возможность и осуществимость; конструирование языка; конструирование «того света» и Универсума.
8. Пасквиль на эволюцию — принципиальное несовершенство природы; перспективы реконструкции человека.

В Заключении, дописанном для советского издания книги, помимо прочего рассматриваются подходы к конструированию человеческого общества.
ГЛАВА ПЕРВАЯ. ДИЛЕММЫ
ГЛАВА ВТОРАЯ. ДВЕ ЭВОЛЮЦИИ
(a) Вступление
(b) Подобия
(c) Различия
(d) Первопричина
(e) Несколько наивных вопросов
ГЛАВА ТРЕТЬЯ. КОСМИЧЕСКИЕ ЦИВИЛИЗАЦИИ
(a) Формулировка проблемы
(b) Формулировка метода
(c) Статистика космических цивилизаций
(d) Космический катастрофизм
(e) Метатеория чудес
(f) Уникальность человека
(g) Разумная жизнь: случайность или закономерность?
(h) Гипотезы
(i) Votum separatum
(j) Перспективы
ГЛАВА ЧЕТВЕРТАЯ. ИНТЕЛЛЕКТРОНИКА
(a) Возвращение на Землю
(b) Мегабитовая бомба
(c) Великая игра
(d) Мифы науки
(e) Усилитель интеллекта
(f) Чёрный ящик
(g) О морали гомеостатов
(h) Опасности электрократии
(i) Кибернетика и социология
(j) Вера и информация
(k) Экспериментальная метафизика
(l) Верования электронного мозга
(m) Призрак в машине
(n) Затруднения с информацией
(o) Сомнения и антиномии
ГЛАВА ПЯТАЯ. ПРОЛЕГОМЕНЫ К ВСЕМОГУЩЕСТВУ
(a) До хаоса
(b) Хаос и порядок
(c) Сцилла и Харибда, или Об умеренности
(d) Молчание Конструктора
(e) Безумие, не лишенное метода
(f) Новый Линней, или О систематике
(g) Модели и действительность
(h) Плагиат и созидание
(i) Область имитологии
ГЛАВА ШЕСТАЯ. ФАНТОМОЛОГИЯ
(a) Основы фантоматики
(b) Фантоматическая машина
(c) Периферическая и центральная фантоматика
(d) Пределы фантоматики
(e) Цереброматика
(f) Телетаксия и фантопликация
(g) Личность и информация
ГЛАВА СЕДЬМАЯ. СОТВОРЕНИЕ МИРОВ
(a) Вступление
(b) Выращивание информации
(c) Гностическое конструирование
(d) Конструирование языка
(e) Конструирование трансцендентности
(f) Космогоническое конструирование
ГЛАВА ВОСЬМАЯ. ПАСКВИЛЬ НА ЭВОЛЮЦИЮ
(a) Вступление
(b) Реконструкция вида
(c) Конструкция жизни
(d) Конструкция смерти
(e) Конструкция сознания
(f) Конструкции, основанные на ошибках
(g) Бионика и биокибернетика
(h) Глазами Конструктора
(i) Реконструкция человека
(j) Киборгизация
(k) Автоэволюционная машина
(l) Экстрасенсорные явления
Заключение
Примечания

## Переводы
«Сумма технологии» переведена на русский (1968, 2002), немецкий (1976) и английский (отдельные главы 1997—1998, полностью 2013) языки. После выхода книги в Польше она почти сразу начала переводиться и публиковаться в отрывках на русском разными переводчиками и в разных изданиях. В 1968 году эти отрывки были сведены воедино, что, по словам редактора Феликса Широкова, потребовало значительной работы, а часть текста пришлось переводить заново. В 1996 году лакуны и цензурные купюры были восстановлены в первом русском собрании сочинений Лема.